# 拉馬納坦·克里希南
拉馬納坦·克里希南（1937年4月11日—），南印度泰米爾人，印度男網球員，史上八位打進大滿貫賽事八強的亞洲選手之一。1960與61年連續殺温布頓四強、1962年法網八強。六度帶印度殺入戴維斯盃跨洲決賽（包括：1956, 1959, 1962, 1963, 1966, 1968）。

## 早年
生於英屬印度马德拉斯省（今南印度泰米爾納德邦）納蓋科伊爾。現居南印度清奈。

## 引用文獻
1. ↑  .   [2018-03-05]. （原始内容存档于2016-03-04）.
2. ↑  "Tennis centre named after Ramanathan Krishnan" Archive.today的存檔，存档日期7 May 2015
3. ↑  . tennisrachives.com. Tennis Archives.   [15 August 2016]. （原始内容存档于2017-07-04）.
4. ↑  United States Lawn Tennis Association (1972). Official Encyclopedia of Tennis (First Edition), p. 427.
5. ↑  . Itz Chennai. January 2012. （原始内容存档于2014年11月8日）.